# جيريمي كريستي
جيريمي كريستي (بالإنجليزية: Jeremy Christie)‏، من مواليد 22 مايو 1983، لاعب كرة قدم نيوزلندي.
يلعب مع نادي ويلينغتون فينيكس.
بدأ باللعب مع منتخب نيوزلندا لكرة القدم في عام 2005.

## روابط خارجية
- جيريمي كريستي على موقع الاتحاد الدولي (مؤرشف)  (الإنجليزية)
- جيريمي كريستي على موقع قاعدة بيانات كرة القدم.إي يو (الإنجليزية)
- جيريمي كريستي على موقع ناشيونال فوتبول تيمز (الإنجليزية)
- جيريمي كريستي على موقع Soccerway.com (الإنجليزية)
- جيريمي كريستي على موقع عالم كرة القدم.نت (الإنجليزية)
- جيريمي كريستي على موقع كووورة